# Cabul (distrito)
Cabul (em persa: کابل) é um distrito da província de Cabul, no Afeganistão. Segundo o censo de 2020, havia 4 434 550 habitantes.